# ジム・モリソン
“ジム”ジェームズ・ダグラス・モリソン（James Douglas "Jim" Morrison、1943年12月8日 - 1971年7月3日）は、アメリカのロック・ミュージシャン、詩人。ロックバンド、ドアーズのボーカリスト、ソングライターとして知られる。また、バンド活動とは別に数冊の詩集を発表している。
米ローリング・ストーン誌の選ぶ「史上最も偉大なシンガー100人」において第47位。
英Q誌の選ぶ「史上最も偉大なシンガー100人」において第40位。
27クラブの会員であり、この概念を決定づけた人物である。

## 生涯

### 生い立ち
1943年、ジェームズ・ダグラス・モリソンは父でアメリカ合衆国海軍士官のジョージ・スティーヴン・モリソン（後に海軍提督となる人物）と母のクララ・クラーク・モリソン(1916〜2005)の間にフロリダ州メルボルンで誕生した。モリソンの家族はスコットランド及びアイルランド、イングランド系であった。後に妹と弟が一人ずつ生まれた。モリソンは厳格で保守的な両親によって育てられたが、成長後は両親の教育とは徹底的に異なった価値観に基づいた音楽活動を行った。
モリソンによれば、彼の人生で最も重要な出来事は1947年のニューメキシコ州への家族旅行中に起きた。彼は以下のように語っている。
「俺が発見した最初の死だったな...俺と母と父、そして祖母に祖父は夜明けに砂漠を通ってた。インディアン達の乗ったトラックが別の車か何かと衝突して、彼らはハイウェイ中にまき散らされ、血を流して死んでたんだ。俺はただの子供だった。だから父と祖父が事故を確かめに行ったんだけど、俺は車の中にいなきゃいけなかった。俺は何も見なかったよ。俺が見たのは奇妙な赤いペンキとそのまわりに寝転がってる人達だった。でも俺は彼らが俺と同じく何が起きたのか分かってないのが分かった。それは俺が初めて味わった恐怖だったよ...そして俺はその瞬間思ったんだ。死んだインディアン達の魂は - たぶん彼らの内一つか二つ - ちょうどそこらを走り回って、幻覚のように奇妙な行動をして、俺の魂に入り込んだ。そして俺はスポンジのようにそこに座ってそれを吸い取る準備が出来てたんだ。」
モリソンは自身の歌にこの出来事をたびたび登場させている。
ただし、モリソンの伝記『No One Here Gets Out Alive』によると、この事故に関して異なった記憶を持っている父と妹は、インディアン居留地で事故に遭遇した時、幼いモリソンがひどく動揺したと述べている（モリソン以外の、生き残った）。ドアーズのメンバーによる本"The Doors"では、父の発言は「我々は幾人かのインディアンの脇を通り過ぎた。それが幼いジェームズに何らかの印象を生んだ。彼は泣き叫ぶインディアンのことをずっと考えた」(We went by several Indians. It did make an impression on him [the young James]. He always thought about that crying Indian)である。これはモリソンの発言「彼らはハイウェイ中にまき散らされ、血を流して死んでいた」とは対照的である。同書は妹による以下の発言も掲載している。「彼はあの話を、語り、誇張することを楽しんだのよ。彼は道路脇に死んだインディアンを見た、と言ったけれど、本当にそうだったかどうか、分かったもんじゃないわ」(He enjoyed telling that story and exaggerating it. He said he saw a dead Indian by the side of the road, and I don't even know if that's true)。
一家は父の異動に伴い転居を重ねた。そのためか内向的な性格を持ち、文学に関心を寄せるようになったモリソンは、特に幾人もの哲学者や詩人から影響を受けた。ニーチェの美学や道徳論、アポロン的・ディオニソス的な二項対立の影響を受けた（その影響は後の彼の歌にも表れている）。またプルタルコスの『対比列伝』、フランスの象徴主義の詩人アルチュール・ランボーの作品（後のモリソンの散文詩の形式に影響を与えた）などである。またウィリアム・S・バロウズ、ジャック・ケルアック、アレン・ギンズバーグ、ルイ＝フェルディナン・セリーヌ、ローレンス・ファーリンゲッティ、シャルル・ボードレール、モリエール、フランツ・カフカ、アルベール・カミュ、オノレ・ド・バルザック、ジャン・コクトー、それと実存主義の哲学者のほとんどの影響も受けた。
高校時代の英語科教師によると、モリソンは他のどの生徒よりも読書家だったという。ただし、モリソンは時折存在が疑われる本をレポートで扱う事があった。その本は16世紀や17世紀の悪魔学に関する本であり、英語教師はそうした本に関する見識を持たなかったのである。アメリカ議会図書館に赴いた別の教師に依頼して確認したところ、確かに本は存在していた。モリソンがその本（おそらくアメリカ議会図書館でしか読めないような本）を読んだというレポートを読んで、感銘を受けた。
高校卒業後はフロリダ州立大学に入学するが、哲学や詩に傾倒したモリソンは、1964年1月に家族の反対を押し切りカリフォルニア大学ロサンゼルス校に編入し、映画を専攻した（なお、同級生にフランシス・フォード・コッポラがいた）。

### ドアーズ

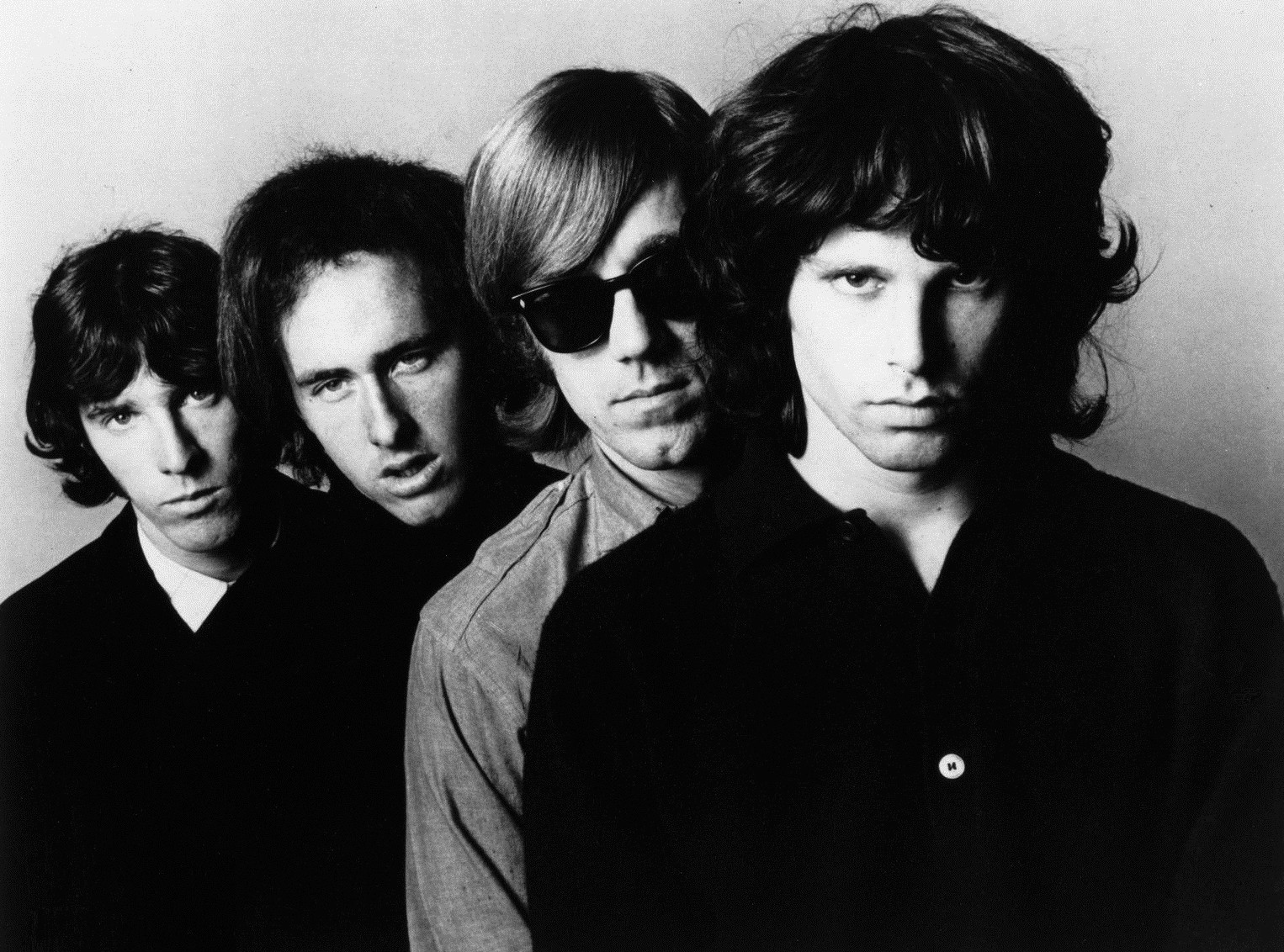
ザ・ドアーズ (1965年-1972年)

1965年夏、大学でレイ・マンザレクに出会ったモリソンは、彼に自作の詩を読んで聞かせた。マンザレクは彼の詩に惹かれ、バンドを組むことにする。モリソンはマンザレクと兄リック・マンザレクに加えメディテーション・センターで出会ったジョン・デンズモアと共にデモ音源を制作。その後脱退したリックに代わり、同じメディテーション・センターの仲間だったロビー・クリーガーを参加させる。こうしてドアーズが完成した。詩人としての側面も有名であったのでドアーズの作詞はクリーガーと共に行った。
バンド名は、オルダス・ハックスレーの『知覚の扉（The Doors of Perception）』（ウィリアム・ブレークの詩「忘れがたい幻想」に由来）に由来する。
モリソンの自称「ミスター・モジョ・ライジン（Mr. Mojo Risin’）」は"Jim Morrison"のアナグラムであり、彼の参加した最後のアルバムに収録された「L.A.ウーマン」のリフレインに用いられた。さらにモリソンは「トカゲの王（The Lizard King）」と呼ばれた。これはアルバム『太陽を待ちながら』の中に現れる彼の有名な叙事詩「セレブレーション・オブ・ザ・リザード」から来ており、それは1990年代にミュージカルとして上演された。
ドアーズの結成前からモリソンは酒豪であり、過剰飲酒に耽っていた。時にはスタジオでも酩酊していたモリソンの様子は時折録音された。「ファイヴ・トゥ・ワン」には、自身のしゃっくりを録音させた。また、ジミ・ヘンドリックスとのセッションでも酩酊した様子が録音されている。なお、モリソンは同時期にパトリシア・ケネリーと結婚している。
1969年3月、フロリダ州マイアミでモリソンは自慰行為を見せた容疑で公然わいせつ罪で逮捕され、後に有罪判決を受けた。この不祥事によってドアーズ自体が反社会的バンドと非難され、公演活動は次第に縮小を余儀なくされた。1970年12月12日のルイジアナ州ニューオーリンズ公演を最後に、モリソンは公演活動を停止。1971年1月に『L.A.ウーマン』の録音を終えると、同年3月、著作に専念するためパリへ移り住んだ。

### 死去

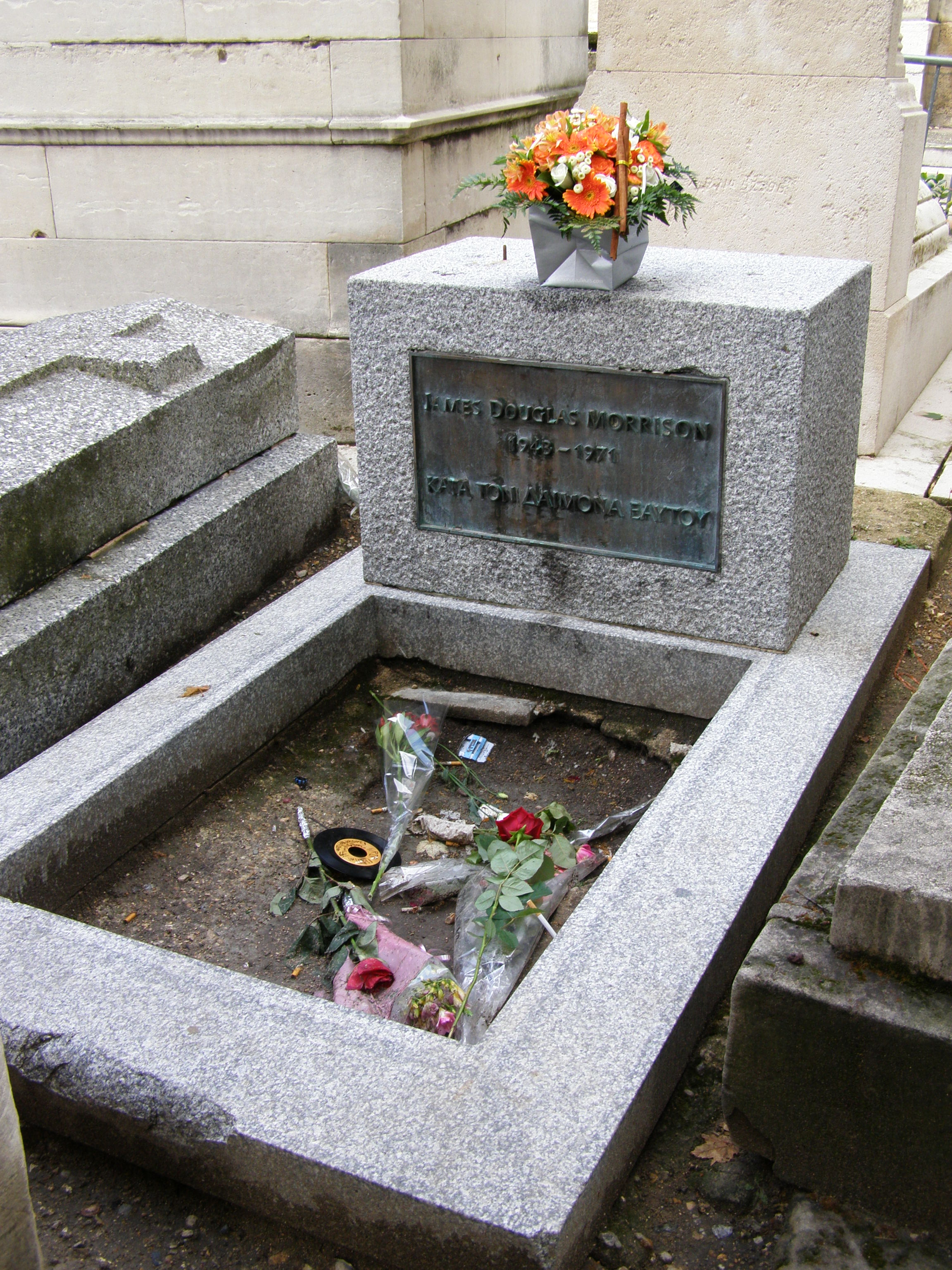
モリソンの墓

1971年7月3日、モリソンはパリのル・マレのアパートにある浴槽の中で死去した。第一発見者は当時交際していたパメラ・カーソンであった。事件性がないと判断したパリ市警察は検死を行わず、死因は心臓発作と発表した。しかし、パメラの証言から薬物の過剰摂取が死の原因であるとも考えられている。また、マリアンヌ・フェイスフルも、薬物摂取の概ねを明らかにしている。なお、モリソンには本妻であるパトリシア・ケネリーが別に存在していた。
彼の遺体はパリの東にあるペール・ラシェーズ墓地に埋葬され、この墓地はパリの人気観光名所の一つとなっている。一時は訪れるファンによる落書きやゴミの放置が問題視され、墓所を移転することも検討されたが、後にこの可能性は公式に否定された。
モリソンの死はブライアン・ジョーンズ、ジャニス・ジョプリン、ジミ・ヘンドリックスに続くロック・スターの悲劇となった。偶然にも彼らは同じ27歳で死亡しており、27クラブというロック界におけるひとつのジンクスとなっている。

### 死後

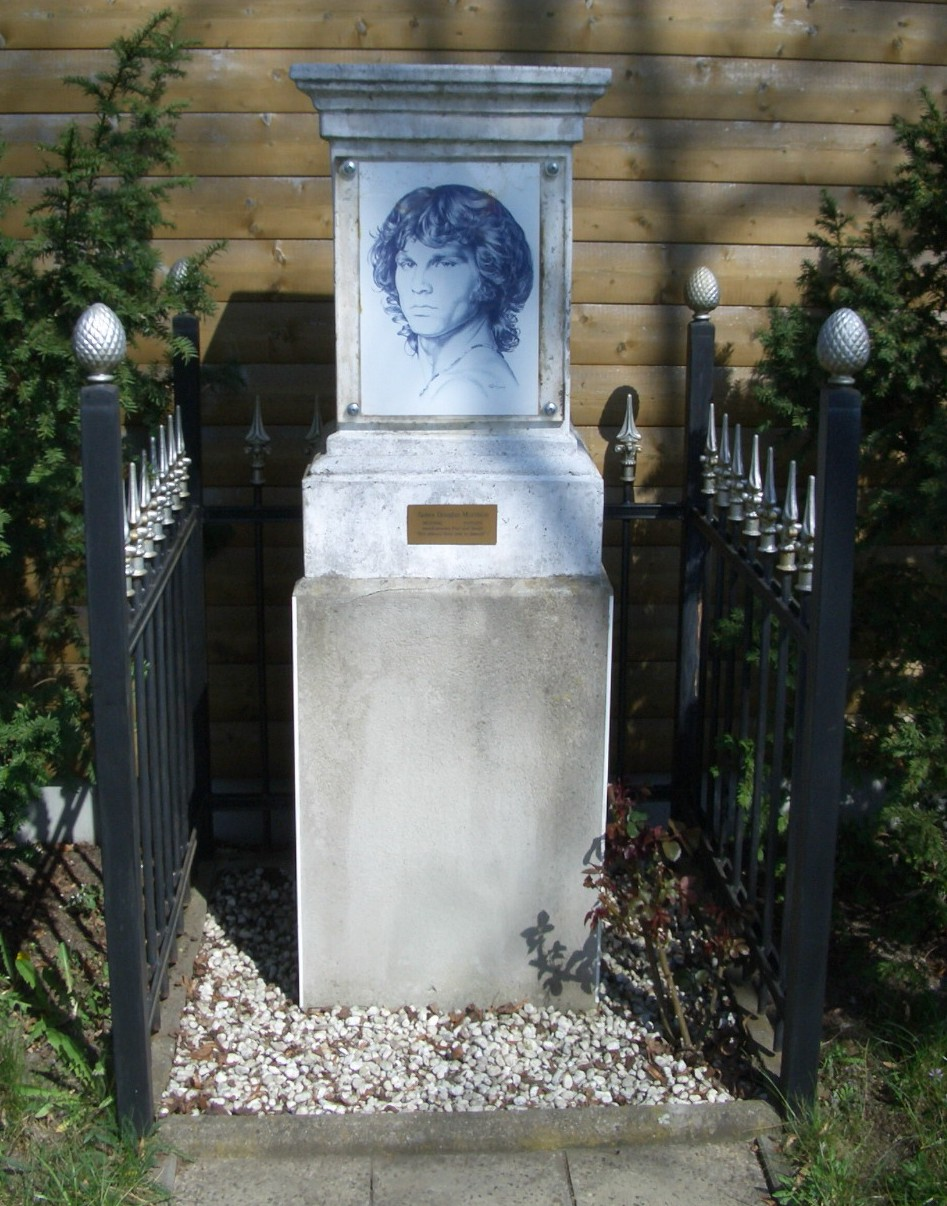
モニュメント

2007年春、ドアーズのファンが1969年のマイアミ公演でモリソンが犯したとされる公然わいせつ罪について、恩赦を要請する手紙をフロリダ州知事に宛てて送った。2010年12月、事件後40年を経て恩赦が与えられた。
2013年6月5日、体長が約180cm、最大で2kgと推定される巨大な化石種のトカゲに、モリソンに因んで、「Barbaturex morrisoni」の名が与えられた。モリソンが爬虫類に関心を寄せていたためとされる。

## 音楽的影響
ジム・モリソンを失ったドアーズは、残された3人のみでドアーズの名を継承する道を選んだ。しかし、モリソンの影響力は大きかったと見えて、２枚のフル・アルバムを発表したものの、商業的に成功とは言えず、結局解散する。その後も、ドアーズの人気は衰えず、数多のコピー・バンドが現れた。2007年には、自分はジム・モリソンの息子だと主張する男が、クリフ・モリソンの名前でユーチューブに登場し、リザード・サンというバンドをバックに、以後も活動を続けている。彼は一時、ロビー・クリーガーの息子と共演していた。
彼のステージ上での扇情的なパフォーマンスと、ドラッグとアルコールへの耽溺による破滅的な生き方は、後の世代のロックミュージシャンに大きな影響を与えた。ストゥージスのイギー・ポップも、1967年にミシガン大学で彼のパフォーマンスを見て強い影響を受けた。
一方でザ・ストロークスのヴォーカリスト、ジュリアン・カサブランカスは、ジム・モリソンの破滅的なライフスタイルに否定的で「それじゃあうまく行かない。彼は27歳で死んだだろ。僕はそういう陳腐なところをマネして生きていたと思う。ホントに荒んだような気がしてた。それで、自分が本当にやりたいのはポジティヴなものを作ることなんだって気づいたんだ」と語っている。
パール・ジャムのボーカリストとして知られるエディ・ヴェダーもジム・モリソンから大きな影響を受けた一人として知られ、ドアーズがロックの殿堂入りをした際にはプレゼンターを務め、ドアーズのメンバーと共に、ハートに火をつけてと、ロードハウスブルースと、ブレイク・オン・スルーを演奏した。

## 書籍
- 「神」「新しい創造物」：The Lords and the New Creatures (1969). 1985 edition: ISBN 0-7119-0552-5。篠原一郎訳 新宿書房 (2005)　ISBN 978-4880083452
- 「アメリカン・プレイヤー」：An American Prayer (1970) privately printed by Western Lithographers. (Unauthorized edition also published in 1983, Zeppelin Publishing Company, ISBN 0-915628-46-5.  The authenticity of the unauthorized edition has been disputed.)

## 演じた俳優
- ヴァル・キルマー：映画『ドアーズ』（1991年・アメリカ映画）